# Czarna Woda (dopływ Grajcarka)
Czarna Woda – potok, prawostronny dopływ Grajcarka o długości 6,99 km.
Potok płynie w Paśmie Radziejowej w Beskidzie Sądeckim. Jego źródło znajduje się pod Przełęczą Długą położoną między masywami Radziejowej oraz Złomistego Wierchu Południowego w głównym grzbiecie Pasma Radziejowej na wysokości ok. 1130 m n.p.m. Stąd płynie na południe, pomiędzy grzbietami Mokrej na zachodzie i Wielkiego Rogacza na wschodzie. Na tym odcinku uchodzi kilka potoków spływających z okolic Radziejowej i Wielkiego Rogacza, największe z nich to Kotelniczny i Mokry Potok. Za ujściem największego dopływu – wpadającego z prawej strony potoku Kotelnicznego – dolinę otaczają od zachodu grzbiet Świniarek, natomiast od wschodu – grupa Ruskiego Wierchu. Następnie przepływa przez miejscowość Czarna Woda, usytuowaną w jego dolinie część wsi Jaworki, a potem, już w centrum Jaworek (ok. 570 m n.p.m.), łączy się z Białą Wodą. Cały bieg Czarnej Wody znajduje się w granicach wsi Jaworki w województwie małopolskim, w powiecie nowotarskim, w gminie miejsko-wiejskiej Szczawnica.